# 1108년

## 연호
- 북송(北宋) 대관(大觀) 2년
- 요(遼) 건통(乾統) 8년
- 일본(日本) 가쇼(嘉承) 3년 / 덴닌(天仁) 원년
- 서하(西夏) 정관(貞觀) 8년
- 리 왕조(李朝) 롱푸응우옌호아(龍符元化) 8년

## 기년
- 고려(高麗) 예종(睿宗) 3년
- 북송(北宋) 휘종(徽宗) 8년
- 요(遼) 천조제(天祚帝) 8년
- 서하(西夏) 숭종(崇宗) 23년
- 리 왕조(李朝) 인종(仁宗) 37년

## 사건
- 데볼 조약: 안티오키아 공국의 보에몽 1세가 비잔티움 제국의 알렉시오스 1세에게 충성 서약을 맹세하다.

## 사망
- 프랑스 왕 필리프 1세